# Pristis pristis
El pez sierra común (Pristis pristis) es una especie de la familia Pristidae, que se encuentra a las aguas subtropicales del Océano Pacífico, entre las latitudes 45ºN y 17º S. Puede llegar a medir más de 5 metros.

## Estado de conservación
Esta especie se encuentra protegida bajo distintos tratados internacionales (CITES, Convenio de Barcelona, Convenio de Bonn, Comisión General de Pesca del Mediterráneo, Memorándum de Entendimiento sobre la Conservación de Tiburones Migratorios) y nacionales que prohíben o restringen darle muerte, capturar y/o comercializar dado su grave riesgo de extinción.
En España, se encuentra incluida en el listado LESPRE, por lo que su captura o comercialización acarrea importantes sanciones económicas y penales.